# Балдін Анатолій Михайлович
Балдін Анатолій Михайлович (3 січня 1923, Коромислово — 7 січня 1995, Київ) — радянський військовий діяч Військово-повітряних сил, Герой Радянського Союзу (1944), в роки німецько-радянської війни командир ланки 92-го гвардійського штурмового авіаційного полку 4-ї гвардійської штурмової авіаційної дивізії 5-го штурмового авіаційного корпусу 2-ї повітряної армії 1-го Українського фронту, гвардії лейтенант.

## Біографія
Народився 3 січня 1923 року в селі Коромислово нині Гаврилов-Ямського району Ярославської області в сім'ї залізничника. Росіянин. Батько по роботі часто переїжджав з місця на місце. У різний час жив і навчався у селі Шопша того ж району, в місті Нерехте (нині Костромської області), в Ярославлі, де закінчив неповну середню школу і аероклуб.
У 1940 році був призваний до лав Червоної Армії. У 1941 році закінчив Свердловську військово-авіаційну школу пілотів, потім пройшов перепідготовку в Енгельського льотній школі. У боях німецько-радянської війни з липня 1942 року. Воював на Калінінському, Воронезькому, 1-му і 2-му Українських фронтах. Член ВКП (б)/КПРС з 1942 року.
До листопада 1943 року здійснив 91 бойовий виліт на розвідку і знищення скупчень військ противника.
Указом Президії Верховної Ради СРСР від 13 квітня 1944 року за зразкове виконання бойових завдань командування по знищенню живої сили і техніки противника і проявлені при цьому мужність і героїзм гвардії лейтенанту Анатолію Михайловичу Балдіну присвоєно звання Героя Радянського Союзу з врученням ордена Леніна і медалі «Золота Зірка» (№ 3683).
До травня 1945 року здійснив 170 бойових вильотів. На рахунку льотчика 30 знищених танків 40 гармат, 5 літаків, 10 паровозів, 100 вагонів з живою силою і боєприпасами, 75 автомашин, 2 склади пального, 4 фашистських штаба, більше 200 фашистів.

Могила Анатолія Балдіна

Після війни продовжував службу у Військово-повітряних силах. У 1955 році закінчив Військово-повітряну академію. У 1976—1980 роках командував 19-м корпусом ППО (місто Челябінськ) 4-ї окремої Червонопрапорної армії ППО. З 1980 року генерал-лейтенант авіації А. М. Балдін — в запасі. Жив у Києві. Помер 7 січня 1995 року. Похований у Києві на Міському кладовищі «Берківці».

## Нагороди, пам'ять
Нагороджений орденом Леніна, двома орденами Червоного Прапора, орденом Олександра Невського, двома орденами Вітчизняної війни 1-го ступеня, трьома орденами Червоної Зірки, орденом «За службу Батьківщині у ЗС СРСР» 3-го ступеня, медалями.
На батьківщині ім'я героя увічнено на меморіалі землякам у місті Гаврилов-Ям і на меморіальній дошці на будівлі Ярославського аероклубу в обласному центрі.